# Hugo Sabido
Hugo Manuel Sabido Madeira, meglio noto come Hugo Sabido (Oeiras, 14 dicembre 1979), è un ex ciclista su strada portoghese.

## Palmarès

### Strada
- 2002 (Porta da Ravessa-Zurich, una vittoria)

3ª tappa Grande Prémio Abimota
- 2004 (Milaneza-Maia, due vittorie)

2ª tappa Volta ao Alentejo (Viana do Alentejo > Mora)
7ª tappa Tour de Pologne (Jelenia Góra > Karpacz)
- 2005 (Paredes Rota dos Móveis, quattro vittorie)

5ª tappa Volta ao Algarve (Lagoa > Alto Do Malhão)
Classifica generale Volta ao Algarve
3ª tappa - parte b GP Vinhos da Estremadura
Classifica generale GP Vinhos da Estremadura
- 2010 (LA Alumínios-Rota dos Móveis, due vittorie)

2ª tappa Volta do Concelho da Maia (Maia, cronometro)
Classifica generale Volta do Concelho da Maia
- 2012 (LA Alumínios-Antarte, una vittoria)

3ª tappa GP Onda-Boavista (Gondomar, cronometro)
- 2013 (LA Alumínios-Antarte, due vittorie)

1ª tappa Grande Prémio Jornal de Notícias (Canidelo > Vila Nova de Gaia, cronometro)
2ª tappa Grande Prémio Abimota (Vila Nova de Cerveira > Viana do Castelo)
- 2014 (LA Alumínios-Antarte, una vittoria)

2ª tappa Volta às Terras de Santa Maria da Feira (Maia > Maia)
- 2015 (Louletano-Ray Just Energy, una vittoria)

1ª tappa GP Beira Baixa (Penamacor > Castelo Branco)

#### Altri successi
- 2003 (Barbot-Torrié)

Classifica sprint Volta ao Alentejo
Troféu Reis Eusébio
- 2004 (Milaneza-Maia)

Circuito da Malveira
- 2005 (Paredes Rota dos Móveis)

Circuito de Alenquer
Circuito da Malveira
Classifica sprint Grande Prémio Internacional de Torres Vedras-Troféu Joaquim Agostinho
- 2006 (Barloworld)

Classifica sprint Volta ao Algarve
- 2007 (Barloworld)

Classifica scalatori Giro del Capo
- 2011 (LA-Antarte)

Prologo Volta a Portugal (Fafe)

## Piazzamenti

### Classiche monumento
- Milano-Sanremo

2006: 104º
- Liegi-Bastogne-Liegi

2006: ritirato
2007: ritirato
2008: ritirato
- Giro di Lombardia

2006: ritirato
2007: 45º

### Competizioni mondiali
- Campionati del mondo

San Sebastián 1997 - In linea Junior: 103º
Plouay 2000 - In linea Under-23: 80º
Lisbona 2001 - In linea Under-23: 61º
Zolder 2002 - In linea Elite: ritirato
Verona 2004 - In linea Elite: ritirato
Madrid 2005 - In linea Elite: 126º
Stoccarda 2007 - In linea Elite: ritirato

### Competizioni europee
- Campionati europei

Kielce 2000 - In linea Under-23: 107º
Apremont 2001 - In linea Under-23: 112º